# کارمیر شوکا
کارمیر شوکا (به ارمنی: Կարմիր Շուկա، به روسی: کراسنی بازار Красный Базар، به ترکی آذری: قرمزی بازار Qırmızı Bazar) یک منطقهٔ مسکونی در جمهوری آرتساخ است که در استان مارتونی واقع شده‌است. کارمیر شوکا ۹۴۵ نفر جمعیت دارد.